# 越前エネライン
越前エネライン株式会社（えちぜんエネライン、Echizen Eneline Co., Ltd. ）は、福井県越前市（旧武生市）を営業エリアとする一般ガス事業者である。

## 沿革

### 武生市・越前市の公営ガス事業
- 1962年 - 武生市（当時）が公営ガス事業を開始。
- 2005年
  - 5月 - 公営ガス事業民営化に関する募集要項の公表。クリーンガス福井、大阪ガスグループ、敦賀ガスグループの3社が応募。
  - 8月10日 - 有識者による審査会が「ガス事業の譲渡先は大阪ガスグループが適当」との報告書を奈良俊幸・武生市長に提出。
  - 10月1日 - 武生市と今立町の合併によって越前市が誕生。
- 2006年
  - 2月20日 - 越前市長の奈良（2005年当時の武生市長と同一人物）が「譲渡先は敦賀ガス・関西電力・地元建設会社グループ」とする庁内検討会の結論を市議会全員協議会に報告。
  - 5月11日 - 会社設立。
  - 10月1日 - 越前市（水道部ガス課）よりガス事業を譲り受け、本格的な事業を開始。

## 会社概要
- 本社所在地 - 福井県越前市家久町118-10-2
- 社長 - 竹中善一（敦賀ガス社長を兼務）
- 資本金 - 1億円
- 出資者 - 関西電力株式会社（85%）、敦賀ガス株式会社（10%）、田中建設株式会社（5%）
  - 越前市が3000万円相当の株式を無償で譲り受ける
- 供給 - 約6,200件